# 高鳥毛敏雄
高鳥毛 敏雄（たかとりげ としお、1955年 - ）は放送大学の客員教授、医学博士。専攻は公衆衛生学・健康政策学。

## 略歴
- 1955年 石川県に生まれる。
- 1981年 大阪大学医学部卒業
- 2007年 大阪大学大学院医学系研究科 特任教授（2010年3月まで）
- 2010年 関西大学教授（2010年4月から）

## 主な著書
- 標準公衆衛生・社会学（医学書院）

## 共著書
- 健康科学の史的展開　放送大学教授多田羅浩三共著(財団法人放送大学教育振興会）

| スタブアイコン | サブスタブ | この項目は、まだ閲覧者の調べものの参照としては役立たない、人物に関連した書きかけの項目です。この項目を加筆・訂正などしてくださる協力者を求めています（P:人物伝/PJ:人物伝）。 |